# Metamynoglenes helicoides
Metamynoglenes helicoides là một loài nhện trong họ Linyphiidae.
Loài này thuộc chi Metamynoglenes. Metamynoglenes helicoides được A. David Blest miêu tả năm 1979.